# HMS C35
HMS C35 – brytyjski okręt podwodny typu C. Zbudowany w latach 1908–1909 w Zakładach Vickers w Barrow-in-Furness. Okręt został wodowany 2 listopada 1909 roku i rozpoczął służbę w Royal Navy 21 lutego 1910.
W 1914 roku C35 stacjonował w Dover przydzielony do Czwartej Flotylli Okrętów Podwodnych (4th Submarine Flotilla) pod dowództwem Lt. Alfred Gordon-Hinea.
Po włączeniu się Wielkiej Brytanii do I wojny światowej, jednostka patrolowała akweny Morza Bałtyckiego. Po podpisaniu układu pokojowego pomiędzy Rosją a Cesarstwem Niemieckim, w czasie wojny domowej w Finlandii, siły niemieckie - Ostsee-Division wylądowały w Hanko i w błyskawicznym tempie dotarły do Helsinek. Aby nie oddać okrętu w ręce wroga załoga zatopiła C35 około 1,5 kilometra od latarni morskiej Grohara, u wejścia do portu w Helsinkach.
W sierpniu 1953 roku wrak okrętu został wydobyty i zezłomowany w Finlandii.